# Collège de Reims
Ne pas confondre avec le Collège anglais de l'université de Reims.

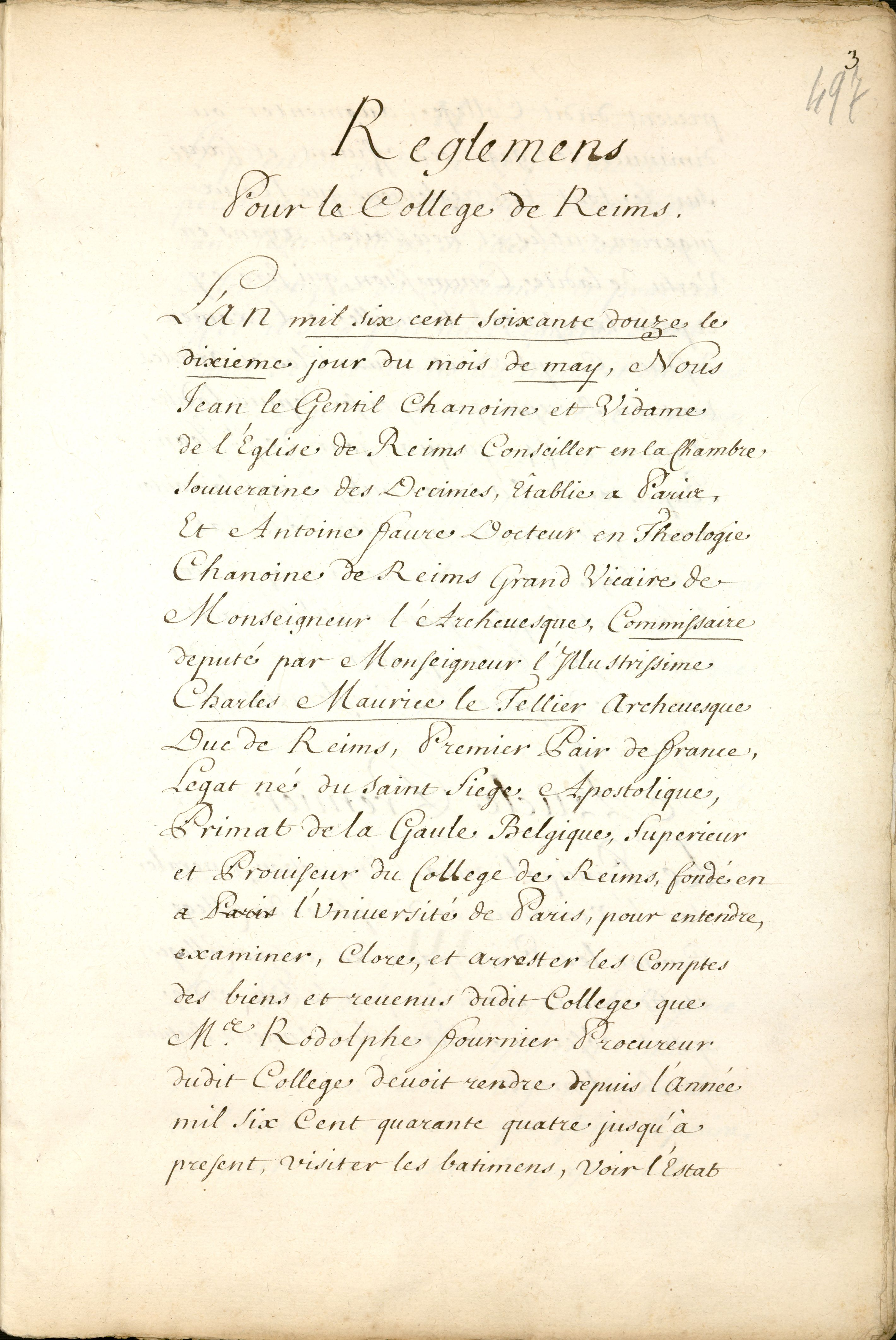
Fondation et statuts du collège de Reims (Bibliothèque de la Sorbonne, NuBIS)

Le collège de Reims est un établissement scolaire parisien dépendant de l'ancienne université de Paris. Il doit son nom à son fondateur, Guy de Roye, archevêque de Reims.

## Localisation
À sa fondation, le collège est installé dans le premier hôtel de Bourgogne, au no 18, rue des Sept-Voies (rue Valette depuis 1880), au Mont Saint-Hilaire. Il était situé entre la rue Chartière, celle des Sept-Voies et l'ancienne rue de Reims, aujourd'hui disparue.

## Histoire

### Le collège universitaire
Le collège de Reims fut fondé en 1412 par un codicille au testament de Guy de Roye, archevêque de Reims, mort en 1409. Il fut ruiné par les Anglais en 1418. Charles VII, à l'instigation de Renault de Chartres, le rétablit en 1443, en le réunissant au collège de Rethel qui en était proche.
En 1540, les collèges parisiens sont rangés par ordre d'importance dans une liste de répartition d'une taxe. Le collège de Reims ne figure pas sur cette liste de dix-neuf établissements.
À partir de 1548, il se donne, dans le collège de Reims, des représentations théâtrales à caractère non religieux. Et, malgré un incendie le 9 octobre 1550, le collège connut une période brillante jusqu'en 1578, avec des pièces comme Sophonisbe de Mellin de Saint-Gelais, Esther de Pierre Matthieu, et surtout Étienne Jodelle avec Cléopâtre captive, Didon se sacrifiant, La Rencontre et L'Eugène.
Jean Morel avait été nommé, en 1593, à la principalité du collège de Reims, vacante par la mort de Charles Gilmer. Il ne put en prendre la fonction qu'après que la soldatesque ligueuse qui l'occupait l'eut quitté, en 1594. Il dut rebâtir le collège, gêné en cela par Nicolas Lefebvre, avocat au Châtelet, homme hargneux et processif, qui y exerçait alors les fonctions d'économe. Son premier soin fut de rattacher à son collège de bons professeurs, de le peupler d'élèves et d'y rétablir l'ordre et le travail. 
Morel fit alliance avec le collège du Mans voisin, ruiné lui aussi, pour former, par la réunion des deux établissements, un collège de plein exercice. Les basses classes se firent au collège du Mans et le collège de Reims fournit l'enseignement supérieur, et les deux maisons furent mises en communication par une galerie de traverse que l'on construisit sur la rue Chartière.  
À cette époque, Jean Morel accueillit le poète Charles de Navières, que les muses ne nourrissaient plus, dans les locaux du collège, jusqu'en 1616, date de sa mort.
Entre 1640 et 1644, les bâtiments sont remaniés et transformés ; l'entrée principale se fait sur la rue de Sept-Voies. Quatre maisons sont bâties pour être mises en location. En 1675, une nouvelle maison fut élevée.
Par un testament de 1699, Jean Gerbais, principal du collège jusque 1694, légua au collège une rente de 600 livres pour instituer deux bourses.
En 1756, les frères Jacques et Robert Estienne, libraires, occupaient la partie droite du rez-de-chaussée ; ils en étaient encore locataires en 1765, après s'être agrandis avec une autre salle au rez-de-chaussée « formant cy devant la chapelle dudit Collège ».
Le collège de Reims disparut en 1762, avec l'ensemble de tous les « petits collèges » de l'Université de Paris. À cette période, il y avait encore huit bourses de 300 livres chacune, cinq pour le diocèse de Reims, deux pour la ville ou le comté de Rethel et une pour le comté du Porcien. Il n'y a alors aucun boursier effectif, le rente étant affectée au paiement de la rénovation du bâtiment.
Au début du XIXe siècle, les locaux de l'ancien collège sont occupés à partir de 1835 par les classes préparatoires du collège Sainte-Barbe. Ils sont entièrement reconstruits au début des années 1880.

### Liste des principaux du collège de Reims
- Dominique Le Cirier, 1533
- Jean de Rueil, 1543.
- Charles Gilmer, 1576-1593.
- Jean Morel, 1593-1633.
- Nicolas Barrois, 1633-1660.
- Jean Gerbais, 1660-1694 (il démissionne).
- Jean-Baptiste Favart 1695-1732.
- René Vatry 1732-1743 (il démissionne, à la suite d'une apoplexie foudroyante).
- Ponce-François Copette 1741-1763 (il réunit le collège  à Louis-le-Grand).

### Biographie
- Henri Lacaille, Étude sur le Collège de Reims à Paris, 1412-1763, dans Travaux de l'Académie de Reims, CIV, 1897-98  ou  — tiré à part : Reims : Imp. de l'Académie, 1899, 182 p.
- Louis Moréri, Supplément au grand Dictionnaire historique, généalogique, géographique &c., 1735, vol.1, p. 295
- Histoire de la ville de Paris, composée par D. Michel Félibien, revue, augmentée par D. Guy Alexis Lobineau, Paris : Guillaume Desprez & Jean Desessartz, 1725, t.2, p. 761